# Bitwa nad Narwią (1282)
Bitwa nad Narwią – bitwa stoczona 13 października 1282  roku pomiędzy wojskami księcia krakowskiego Leszka Czarnego a sprzymierzonymi wojskami litewsko-jaćwięskimi.
Jesienią 1282 roku połączone siły Litwinów i Jaćwingów w sile 14 tys. zbrojnych najechały ziemie lubelską. Siły najeźdźców podzielone były na trzy oddziały i po spustoszeniu Lubelszczyzny wycofały się z wielkimi łupami. Podczas odwrotu wojsk litewsko-jaćwięskich w nieznanym bliżej miejscu między Narwią a Niemnem doszło do starcia ze ścigającymi je wojskami polskimi dowodzonymi przez Leszka Czarnego. Przyjmuje się, że bitwa mogła mieć miejsce:
- pod Brańskiem, nad rzekami Nurcem i Branką,
- nad Narwią koło Długosiodła,
- pod Wasilkowem nad Supraślą,
- na polach wsi Łopiennik i Krzywe,
- nad ujściem Czarnej Hańczy do Niemna, nieopodal wsi Jatwieź[wymaga weryfikacji?][3].

6-tysięczna armia polska rozdzieliła siły przeciwników i po ucieczce Litwinów rozbiła wojska jaćwieskie. Po krwawym zwycięstwie wojska polskie splądrowały Wysoczyznę Białostocką. Uważa się, że podczas tej bitwy została złamana siła militarna Jaćwingów, a najazd w roku 1283 był ostatnim łupieżczym napadem tego wojowniczego plemienia  na Polskę.